# Linnaea mexicana
Linnaea mexicana är en tvåhjärtbladig växtart som först beskrevs av Villarreal, och fick sitt nu gällande namn av Christenh. Linnaea mexicana ingår i släktet linneor, och familjen Linnaeaceae. Inga underarter finns listade i Catalogue of Life.